# Vallesaccarda
Vallesaccarda là một đô thị (comune) thuộc tỉnh Avenllino trong vùng Campania của Ý. Vallesaccarda có diện tích 14 km2, dân số là 1376 người (thời điểm ngày 1 tháng 5 năm 2009).